# Primanerinnen
Primanerinnen ist ein deutscher Spielfilm von 1951. Der von Rolf Thiele inszenierte Film beruht auf der Novelle "Ursula" von Klaus-Erich Boerner. Sowohl für Ingrid Andree als auch für Walter Giller war es ihre erste Hauptrolle in einem Kinofilm.

## Handlung
„Die Geschichte einer ersten Liebe wird immer behaftet sein mit allen Wünschen und Irrtümern des Jungseins, sie wird immer mit einer zarten Begegnung beginnen, einem unverhofften zaghaften Glück und wird mit der enttäuschenden Erfahrung enden, dass den Schwüren der Liebe ein Vergessenkönnen innewohnt“ heißt es in Boerners Novelle „Ursula“.
Thomas und Regine, zwei Gymnasiasten, sind befreundet. Regine ist unkompliziert und besonders gefällt Thomas, dass man mit ihr offen über alles reden kann. Regine ist etwas älter als Thomas. Als sie anlässlich ihres bestandenen Abiturs ihre Abschiedsfeier gibt, ist dort auch Ursula eingeladen, die Thomas sehr gefällt, obwohl er zuerst meint, dass nichts Besonderes an ihr sei. Beide verlieben sich und verbringen den Sommer miteinander. Hin und wieder beschleicht Ursula die Angst, dass sie und Thomas zu jung sind für eine solch große Liebe.
Als Ursulas Vater ihr mitteilt, dass er ein Gut gepachtet habe und sie wegziehen müssten, fällt dem jungen Paar die Trennung schwer. Sie versprechen sich jedoch wieder zusammenzukommen, sobald Thomas sein Abitur bestanden hat.
Aus dem Jahr werden Jahre. Thomas trifft Regine bei der Abschiedsfeier der Abiturienten wieder und findet erneut Gefallen an ihr. Zusammen beginnen sie ein Studium in Hamburg. Eher zufällig kehrt Thomas an den Ort zurück, wo er sich einst in Ursula verliebt hatte. Er erfährt, dass Ursula mit ihrem Vater wieder dort lebt und inzwischen verlobt sein soll. Er möchte Ursula gern wiedersehen und sucht sie auf. Ursula, die ihn immer noch liebt, freut sich sehr, als Thomas vor ihrer Tür steht. Ihre Verlobung war nur vorgetäuscht, um potentielle Bewerber auf Abstand zu halten. Als Thomas erwähnt, dass sein Besuch eher zufällig ist, erkennt Ursula, dass sie sich etwas vorgemacht hat und Thomas mit der Trennung ganz anders umgegangen ist als sie. Thomas erkennt für sich, dass sein Gefühl für Ursula tiefer geht und er für sie etwas empfindet, was er bei Regine nie empfunden hat.
Ursula aber kann nicht anders und schickt ihn am nächsten Morgen fort. Thomas geht, er will den Kopf frei bekommen und hegt die Hoffnung, dass es danach einen Weg zurück zu Ursula gibt.

## Hintergrund
Der Film beruht auf der 1936 erschienenen Novelle Ursula von Klaus-Erich Boerner, der einst in Bad Hersfeld zur Schule gegangen war und die Handlung ebenfalls in Bad Hersfeld ansiedelte. Im Film wird aus Bad Hersfeld die Stadt Herolfsbad.
Bereits Heinz Rühmann hatte geplant, den Stoff zu verfilmen, befürchtete jedoch einen Misserfolg, da der ähnlich gelagerte Film Viktoria nach einem Roman von Knut Hamsun 1935 ein Misserfolg gewesen war. Drehbuchautor Otto Ensslin setzte sich nach Ende des Zweiten Weltkriegs aktiv für eine Verfilmung des Stoffes ein und fand in Hans Abich und Rolf Thiele schließlich Unterstützer seiner Pläne. Für die Rolle der Ursula war zunächst die damals noch unbekannte Maria Schnell vorgesehen, die jedoch nach ihren ersten Filmerfolgen 1950 vom Projekt zurücktrat. Für sie fand man in der damaligen Nachwuchsschauspielerin Ingrid Andrée Ersatz.
Rolf Thieles Drehbuch weicht in Teilen von Boerners Novelle ab, so verzichtet der Film auf den Selbstmord Ursulas aus enttäuschter Liebe, der den Produzenten nicht mehr zeitgemäß erschien. Aus der zarten Regine wurde bei Thiele ein „kesses Mädchen“, während die im Buch große und eher herbe Ursula von der zierlichen, kleinen Andrée dargestellt wurde. „Die Ich-Erinnerungen des Hersfelder Primaners wurden entblondet, entseelt, entteutscht“, fasste Der Spiegel 1951 die Drehbuchänderungen zusammen.
Die Dreharbeiten für Primanerinnen fanden zwischen Juli und August 1951 im Filmatelier Göttingen sowie vor Ort in Bad Hersfeld statt. Die Bauten schufen Walter Haag und P.H. Koester, Produzent Hans Abich übernahm auch die Produktionsleitung. Die Produktionskosten beliefen sich auf 480.000 DM. Der Film hatte in der Bundesrepublik Deutschland am 30. November 1951 im Bad Hersfelder Kino Roxy-Palast Premiere. In Österreich lief er unter dem Titel Mädel von Heute in den Kinos an.
Es war Thieles erste Regiearbeit, und auch die beiden Hauptdarsteller Ingrid Andree und Walter Giller erhielten in Primanerinnen ihre jeweils erste Kino-Hauptrolle.